# Centrobolus elegans
Centrobolus elegans är en mångfotingart som först beskrevs av Brandt 1841.  Centrobolus elegans ingår i släktet Centrobolus och familjen Pachybolidae. Inga underarter finns listade i Catalogue of Life.